# Bohdan Staszynski
Bohdan Mykołajowycz Staszynski (ukr. Богдан Миколайович Сташинський; ur. 4 listopada 1931 w Barszczowicach) – oficer KGB, zawodowy zabójca.

## Życiorys
Zwerbowany przez KGB w wieku 19 lat, podczas studiów na Uniwersytecie Lwowskim. Wyróżnił się wykryciem zabójców Jarosława Hałana. Trzy lata później, w 1954, zgodnie z dyrektywą Biura Politycznego KC KPZR, generał Aleksandr Szelepin zlecił mu dokonanie zabójstwa jednego z głównych teoretyków ukraińskiego ruchu narodowego, Łwa Rebeta, mieszkającego wówczas w RFN. Zamachowiec został wyposażony w pistolet nabity ładunkami kwasu pruskiego oraz tabletkę z antidotum, która miała chronić go przed działaniem trucizny. Trafienie ofiary w twarz wywoływało objawy zbliżone do ataku serca i uniemożliwiało praktycznie prawidłowe wykrycie przyczyny zgonu. Staszynski zabił Rebeta 12 października 1957. Kolejnym powierzonym mu zadaniem była eliminacja lidera nacjonalistów ukraińskich Stepana Bandery. Choć pierwsza próba zamachu nie powiodła się, Staszynski, pomimo coraz większych obiekcji, wykonał zadanie w Monachium 15 października 1959. Nadano mu za to Order Czerwonego Sztandaru, który otrzymał z rąk ówczesnego przewodniczącego KGB, generała Aleksandra Szelepina.
Trzecią jego ofiarą miał być Jarosław Stećko. Staszynski, który w tym czasie poślubił Ingę Pohl, Niemkę z NRD, zdecydował się za jej namową złamać rozkaz i 12 sierpnia 1961 (na dzień przed rozpoczęciem wznoszenia Muru Berlińskiego) zgłosił się do Amerykanów w Berlinie Zachodnim. Osądzony i skazany w 1962 na 8 lat więzienia. W 1966 został przedterminowo zwolniony z więzienia. Według wielu informacji został wywieziony do Stanów Zjednoczonych, gdzie jemu i jego żonie nadano nową tożsamość. W rzeczywistości osiedlił się w Republice Południowej Afryki.